# Deinostema adenocaulum
Deinostema adenocaulum är en grobladsväxtart som först beskrevs av Carl Maximowicz, och fick sitt nu gällande namn av Takasi Takashi Yamazaki. Deinostema adenocaulum ingår i släktet Deinostema och familjen grobladsväxter. Inga underarter finns listade i Catalogue of Life.